# Utopia (videogioco 1991)
Utopia, anche sottotitolato The Creation of a Nation, è un videogioco strategico in tempo reale sviluppato dalla Celestial Software e pubblicato dalla Gremlin Interactive in Europa e dalla Jaleco in Giappone. Il gioco ha avuto un seguito dal nome K240.
Il videogioco è ambientato nel 2090 in un ipotetico futuro dove la razza umana si dedica alla colonizzazione di nuovi pianeti. Il giocatore ha il compito di gestire una colonia provvedendo all'espansione, sicurezza e felicità dei suoi coloni. Molto simile concettualmente a SimCity, si differenzia aggiungendo l'aspetto della competizione. Nel gioco infatti, anche un'altra razza aliena tenterà di colonizzare il pianeta, sarà quindi necessario per il giocatore difendersi dagli attacchi nemici costruendo e sviluppando tecnologie militari, in parallelo con la gestione e la crescita della colonia.
È possibile inoltre investire i soldi ottenuti dalla tassazione dei coloni, in tecnologie militari e civili, dove le prime potenzieranno ed aggiungeranno nuove opzioni belliche, mentre le seconde miglioreranno la qualità della vita della colonia.